# Lindsaea spruceana
Lindsaea spruceana är en ormbunkeart som beskrevs av Georg Heinrich Mettenius och Oskar Kuhn. Lindsaea spruceana ingår i släktet Lindsaea och familjen Lindsaeaceae. Inga underarter finns listade.